# Samisoni Taukei'aho

a Compétitions nationales et continentales officielles uniquement.

b Matchs officiels uniquement.
Dernière mise à jour le 24 juin 2024.
Samisoni Taukei'aho, né le 8 août 1997 sur l'île de Tongatapu (Tonga), est un joueur international néo-zélandais de rugby à XV, d'origine tongienne. Il joue au poste de talonneur. Il évolue avec la franchise des Chiefs en Super Rugby depuis 2017, et avec la province de Waikato en NPC depuis 2017 également.

## Biographie

### Jeunesse et formation (-2016)
Samisoni Taukei'aho est né aux Tonga sur l'île de Tongatapu, d'un père policier et d'une mère infirmière. Après avoir commencé la pratique du rugby à XV sur son île natale, il participe en 2013 à une tournée en Nouvelle-Zélande avec une sélection tongienne composée de joueurs de moins de 15 ans. Capitaine de sa sélection, il se fait remarquer par son talent, et obtient une bourse d'études au St Paul's Collegiate School (en) de Hamilton. Il suit alors le chemin de son frère aîné Felila, repéré de la même manière, et passé par le lycée de Timaru.
Avec son lycée, il connaît dans un premier temps une adaptation difficile à cause de sa faible maîtrise de la langue anglaise, avant de progresser rapidement et obtenir son diplôme en 2015. Rugbystiquement, il joue avec l'équipe de son établissement dans le championnat lycéen du centre de l'île du Nord. Grâce à son talent et ses qualités physiques, il s'impose immédiatement au poste de talonneur au sein de l'équipe première du lycée, et comme l'un des meilleurs joueurs du championnat,. Parallèlement, il joue avec les équipes de jeunes de la province de Waikato et de la franchise des Chiefs,,.
Grâce à ses performances au niveau scolaire, il est sélectionné avec les Barbarians scolaires néo-zélandais (sélection scolaire réserve) en 2014, à l'occasion de rencontres face à leurs homologues australiens et fidjiens,. L'année suivante, il est à nouveau retenu avec la même équipe, et joue cette fois face à la sélection scolaire néo-zélandaise (en),.
À la fin de sa scolarité, il part suivre des études de droit à l'université de Waikato. Il poursuit également sa formation rugbystique avec les Chiefs et Waikato. Avec ces derniers, il remporte le tournoi provincial des moins de 19 ans en 2016, et en est considéré comme le meilleur talonneur,. Il joue également avec l'équipe senior du club amateur de Fraser Tech, basé à Hamilton, dans le championnat de la région de Waikato,.

### Débuts professionnels (2016-2020)
En juin 2016, Samisoni Taukei'aho fait ses débuts avec l'équipe senior de la province de Waikato lors d'un match de présaison contre Thames Valley, comptant pour la défense du Ranfurly Shield,. Il n'est toutefois pas retenu pour la saison de National Provincial Championship (NPC) qui suit, et doit se contenter de jouer avec l'équipe junior de la province.
Au début de l'année 2017, il est recruté par la franchise des Chiefs sur la base d'un contrat court, afin de compenser les blessures de Nathan Harris et Liam Polwart (en). Il fait ses débuts en Super Rugby à l'âge de 19 ans, le 24 février 2017 contre les Highlanders, avant de jouer un autre match une semaine plus tard contre les Blues,. Il joue ces deux rencontres comme remplaçant de l'expérimenté All Black Hikawera Elliot. Il ne joue pas d'autre matchs lors de la saison, et doit se contenter de jouer avec l'équipe Development (espoir).
Plus tard la même année, il est retenu dans l'effectif de Waikato pour disputer la saison 2017 de NPC. Il joue son premier match officiel avec la province le 19 août 2017 contre Taranaki. Il obtient un temps de jeu conséquent dès cette première saison, avec un total de dix rencontres jouées, la plupart en tant que doublure d'Hame Faiva.
Dans la foulée de sa première saison réussie avec Waikato, il signe son premier vrai contrat avec la franchise des Chiefs, pour la saison 2018 de Super Rugby,. Il se partage alors le rôle de doublure de Nathan Harris avec Liam Polwart, et dispute sept matchs lors de la saison, tous en sortie de banc,.
Lors de la saison 2018 de NPC, il effectue une saison pleine avec Waikato, avec qui il remporte le Championship (deuxième division du NPC), marquant au passage neuf essais en douze rencontres,. Il s'impose à partir de là comme le titulaire indiscutable au talon.
Avec les Chiefs, il conserve en 2019 un rôle d'impact player derrière Harris, ce rôle de doublure étant dû à son manque de précision dans le secteur du lancer en touche, et permettant également de mettre davantage en avant ses qualités dans le jeu courant.
Toujours en 2019, il est contacté par le sélectionneur de l'équipe nationale tongienne Toutai Kefu, afin de préparer à la Coupe du monde 2019. Taukei'aho décline toutefois cet appel, afin de se consacrer à sa carrière en club, et à un éventuel futur sous les couleurs néo-zélandaises.
En 2020, il profite de la blessure de Harris pour démarrer la saison dans la peau d'un titulaire, avant de perdre sa place au profit du pourtant inexpérimenté Bradley Slater (en), toujours pour une question de précision dans le secteur de la touche,. Plus tard la même année, il est retenu avec les Moana Pasifika, une sélection représentant les îles du Pacifique, pour affronter les Māori All Blacks le 5 décembre 2020.

### Débuts en sélection (depuis 2021)
Samisoni Taukei'aho règle finalement ses problèmes de lancer pour la saison 2021 de Super Rugby Aotearoa, et s'impose même comme l'un des meilleurs lanceur du championnat. Bénéficiant toujours de son activité sur le terrain, et de l'absence de Harris, il s'impose alors comme le titulaire indiscutable au poste de talonneur,. Lors de cette saison, il dispute avec son équipe la finale du Super Rugby Aotearoa, où son équipe s'incline face aux Crusaders,. En mai de la même année, il prolonge son contrat avec la fédération néo-zélandaise, Waikato et les Chiefs pour trois saisons supplémentaires, soit jusqu'en 2024.
En juillet 2021, il est sélectionné pour la première fois avec les All Blacks par Ian Foster, en remplacement d'Asafo Aumua récemment commotionné. La veille d'un match contre les Fidji à Hamilton, il remplace sur le banc des remplaçant Dane Coles, initialement prévu mais forfait à cause d'une blessure au mollet. Il connaît donc sa première sélection le 17 juillet 2021, lorsqu'il entre en jeu à 25 minutes du terme, et se distingue en inscrivant un doublé dans la large victoire de son équipe (60-13),.
Le 7 août 2023, il est sélectionné pour disputer la Coupe du monde en France. Son équipe termine la compétition à la seconde place, après une défaite en finale face à l'Afrique du Sud, match pour lequel il est remplaçant. D'un point de vue personnel, il joue cinq matchs, dont quatre comme remplaçant.

## Statistiques

### En équipe nationale
Au 29 septembre 2024, Samisoni Taukei'aho compte 30 capes en équipe de Nouvelle-Zélande. Il inscrit 10 essais (50 points). Il participe à trois éditions du Rugby Championship, en 2021, 2022 et 2023.

## Palmarès

### En franchise et province
- Vainqueur du NPC Championship en 2018 avec Waikato.
- Finaliste du Super Rugby Aotearoa en 2021 avec les Chiefs.
- Finaliste du Super Rugby en 2023, 2024 et 2025 avec les Chiefs.

### En équipe nationale
- Vainqueur du Rugby Championship en 2021, 2022 et 2023 avec l'équipe de Nouvelle-Zélande.
- Finaliste de la Coupe du monde en 2023 avec l'équipe de Nouvelle-Zélande.